# Волкова, Любовь Григорьевна
Любовь Григорьевна Волкова (17 июля 1927, Тутаев, Ярославская область, РСФСР, СССР — 31 октября 2014) — начальник установки Ново-Уфимского нефтеперерабатывающего завода. Герой Социалистического Труда.

## Биография
Родилась 17 июля 1927 году в г. Тутаев Ярославской области. В 1962 году окончила Уфимский нефтяной институт.
Трудовую деятельность начала в 1945 г. помощником оператора на Ярославском нефтеперерабатывающем заводе. После окончания ремесленного училища работала оператором на том же предприятии. С 1954 г. — старший оператор Ново-Уфимского нефтеперерабатывающего завода.
Досрочно, 21 декабря 1959 г., Ново-Уфимский нефтеперерабатывающий завод выполнил государственный план по выпуску продукции первого года семилетки (1959—1965). Творческая активность рабочих и инженерно-технических работников в борьбе за технический прогресс, модернизация предприятия позволили увеличить мощность действующего оборудования по переработке нефти более чем на полмиллиона тонн. Все это способствовало получению прибыли от реализации продукции на 26 миллионов рублей больше плана. Весомый вклад в выполнение плановых показателей внесли работники цехов № 22, 23, 27. Коллектив установки контактной очистки масел цеха № 27, где работала Л. Г. Волкова, выдал около 30 тысяч тонн сверхплановой продукции.
В ознаменование 50-летия Международного женского дня, за выдающиеся достижения в труде и особо плодотворную общественную деятельность Указом Президиума Верховного Совета СССР от 7 марта 1960 г. Л. Г. Волковой присвоено звание Героя Социалистического Труда.
В 1965—1994 гг. работала начальником установки Ново-Уфимского нефтеперерабатывающего завода.
Награждена орденами Ленина (1960), «Знак Почета» (1959), медалями.
Проживала в Уфе.

## Награды
- Герой Социалистического Труда (1960)
- Награждена орденом Ленина (1960)